# Вінстон Бостік
Вінстон Г. Бостік (англ. Winston H. Bostick, 5 березня 1916 - 19 січня 1991) — американський фізик, спеціаліст з фізики плазми. Ним відкриті плазмоїди, плазмовий фокус та явище плазмового вихору. Займався моделюванням астрофізичних явищ у лабораторних експериментах з плазмою.

## Біографія
Вїнстон Г. Бостік отримав ступінь бакалавра і доктора наук в Чиказькому університеті. Його докторська дисертація, присвячена вивченню космічних променів, була виконана під керівництвом лауреата Нобелівської премії з фізики Артура Комптона. Працюючи в Массачусетському технологічному інституті з 1941 по 1948 роки, він брав участь у створенні лінійного прискорювача електронів. Будучи адьюнкт-професором Університету Тафтса з 1948 по 1954 рр., Бостік займався дослідженнями пінч-ефекту. У 1954-1956 роках, працюючи в Ліверморській лабораторії він відкрив плазмоїди. У 1956 «The New York Times» розмістив на своїй головній сторінці статтю, присвячену винаходу Бостіка - «плазмової гармати», заснованої на так званому плазмовому фокусі . З 1956 він обіймає посаду професора фізики в  Технологічному інституті Стівенса. З 1968 року очолює фізичний факультет інституту. У 1981 році Уїнстон Бостік йде на пенсію, отримавши звання почесного професора.
Бостік помер від раку легень в 1991 році у віці 74 років під час відвідин міста Тіхуана в Мексиці.

## Науковий внесок
Головним досягненням наукової діяльності Бостіка стало відкриття ним в 1956 році так званих «плазмоїдів» - стабільних вихрових плазмових згустків, несучих електричний заряд . Десять років по тому на основі цього відкриття він припустив, що електрони та інші елементарні частинки являють собою такі плазмоїди. Бостік стверджував, що ця модель може пояснити структуру атома, а також природу сильних і слабких ядерних сил, а також вважав, що вона може бути фізичною основою для теорії струн  . Однак його точка зору не отримала підтримки у наукового співтовариства і вважається маргінальною. 